# Bexbach
Bexbach est une ville allemande, située en Sarre, à 25 km de Sarrebruck, à 30 km de la frontière franco-allemande. La ville a été fondée en 1974, ainsi que les 5 communes qui appartiennent à Bexbach : Oberbexbach, Frankenholz, Höchen, Niederbexbach et Kleinottweiler.

## Toponymie
En sarrois : Bäddschbach et Betschbach.
La ville ainsi que la rivière qui la traverse tirent leur nom du chevalier « von Beckensbach ».
Les habitants de Bexbach sont appelés « Bexbacher ». En dialecte, on les appelle « Betschbacher », la ville donc, s’appelle « Betschbach ».

## Géographie
La ville de Bexbach est située à 25 kilomètres au nord-est de Sarrebruck, la ville principale de la région. Hombourg et Neunkirchen qui sont des chefs-lieux se trouvent à 8 kilomètres de Bexbach. La montagne du Höcherberg sur laquelle les quartiers de Frankenholz et Höchen sont situés est la plus haute des hauteurs au sud-est de la Saare.

## Climat
Bexbach se trouve dans la zone tempérée. On y trouve une influence océanique qui se traduit par des étés relativement frais (18 °C en moyenne) ainsi qu’une influence continentale en hiver qui se traduit par des hivers froids, il gèle souvent (0 °C en moyenne). Il y a des pluies fréquentes en toute saison (750-800 millimètres en moyenne par an). Les mois les plus chauds sont le juillet et l’août, les plus froids sont le janvier et le février.

## Population
En 2005, Bexbach comptait 19 354 habitants, dont 9 440 hommes, 9 914 femmes et 7,96 % d'étrangers.

## Religion

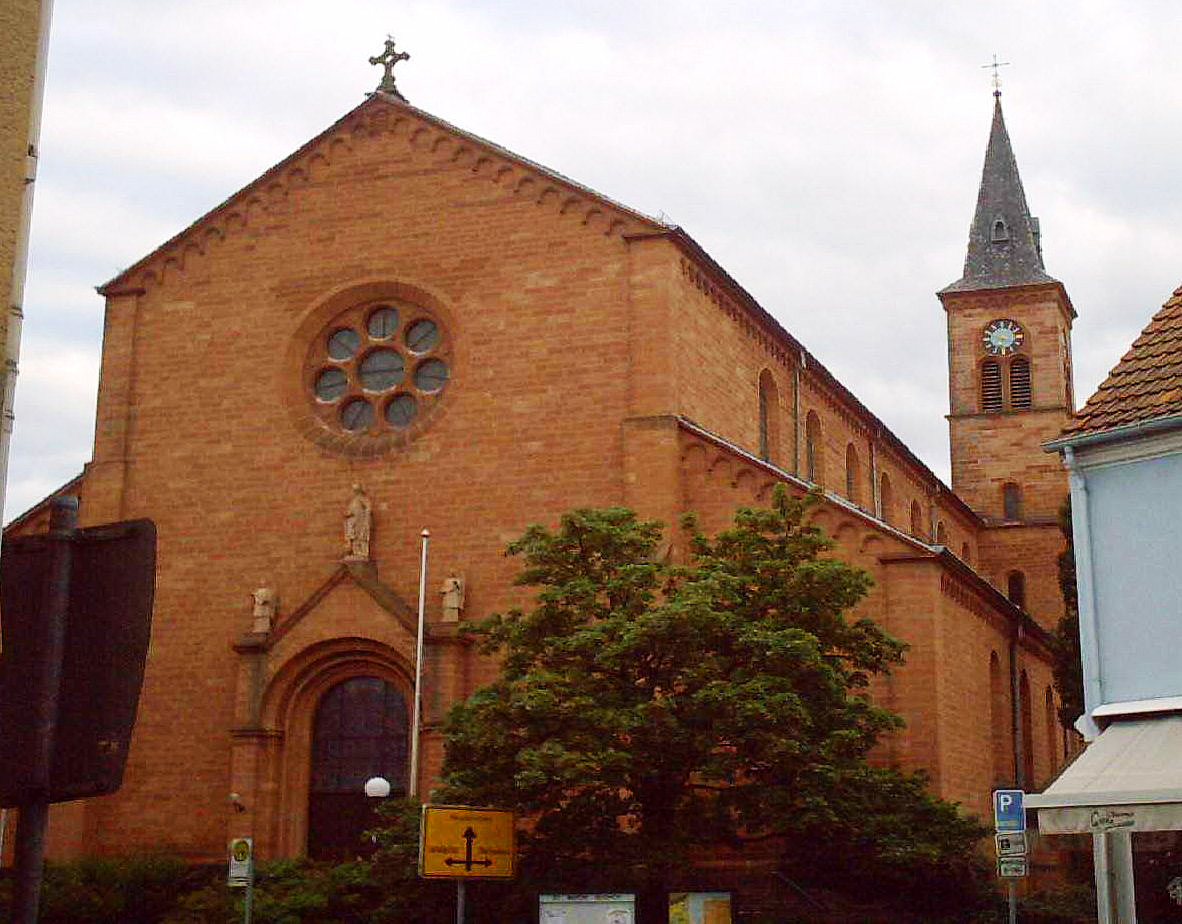
Église catholique

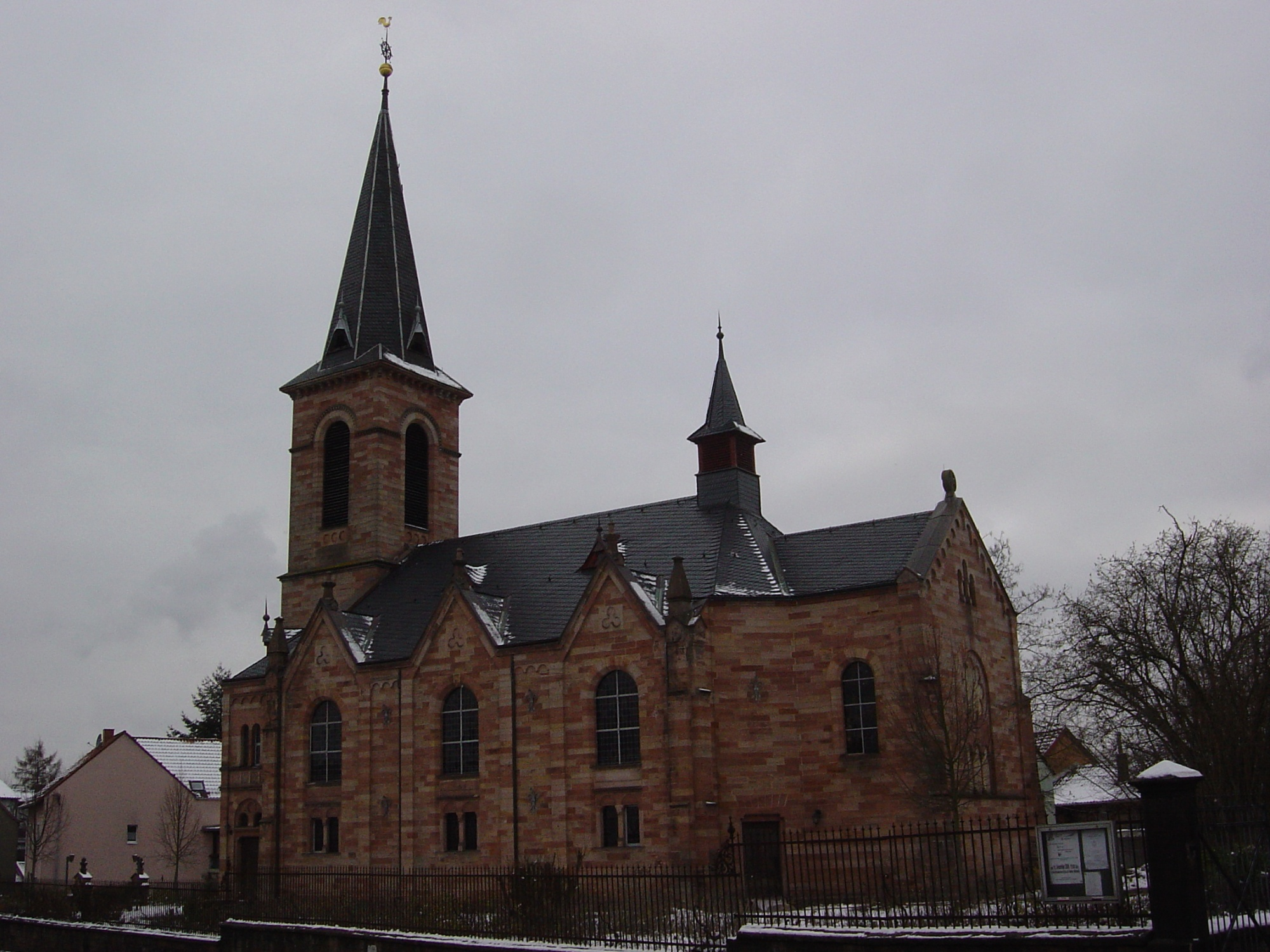
Église protestante, 1888-1889 par Ludwig Levy

Dans presque tous les quartiers, il existe une paroisse catholique et protestante. Uniquement à Kleinottweiler il n'existe qu'une paroisse protestante. 
En 2005, 51,56 % de population était catholique, 33,08 % protestante et 15,35 % étaient sans confession ou appartenaient à une autre religion.

## Communes et villes qui se trouvent en voisinage
Les villes et communes suivantes confinent à Bexbach :
- le chef-lieu Neunkirchen avec les quartiers de Wellesweiler, Hangard et Münchwies ;
- Kirkel avec le quartier d'Altstadt ;
- la commune de Waldmohr avec le quartier qui porte le même nom ;
- le chef-lieu Hombourg (Sarre) avec le quartier de Jägersburg.

## Structure de la ville
La ville de Bexbach naît de la fusion des communes de Bexbach, Oberbexbach, Frankenholz, Höchen, Niederbexbach et Kleinottweiler en train de la réforme de territoire et d’administration en 1974. 
L’ancien quartier de Ludwigsthal est donc attribué à Neunkirchen.

## Histoire
| Appartenances historiques Comté de Sarrebruck 1219-1391 Nassau-Sarrebruck 1391-1648 Royaume de France 1648-1755 Nassau-Sarrebruck 1755-1797 République cisrhénane (Sarre) 1797-1802 République française (Sarre) 1802-1804 Empire français (Sarre) 1804-1813 Royaume de Bavière 1815-1918 République de Weimar 1918-1920 Territoire du bassin de la Sarre 1920-1935 Reich allemand 1935-1945 Allemagne occupée 1945-1947 Protectorat de Sarre 1947-1956 Allemagne 1956-présent |

- 1219 : le nom Bexbach apparaît pour la première fois par un document. Le village se développe rapidement grâce au fer et au charbon qu'on trouve dans les mines à Bexbach, Frankenholz et Höchen.
- début XVIIe siècle : pendant la Guerre de trente ans une grande partie de Bexbach fut détruit
- 1648 : les traités de Westpahlie sont signés; Bexbach fait donc partie du comté Saarbrücken-Nassau qui appartient au territoire français.
- 1683 : la région de Bexbach qui est désert gagne des nouveaux habitants, particulièrement de la Lorraine
- 1789 : la Révolution française donne des nouveaux espoirs à la population de Bexbach qui vit sous un régime féodal. Les guerres de la Révolution apportent une nouvelle forme de société aux citoyens.
- 1793 : l'administration française attribue la mairie de Bexbach sous celle de Limbach.
- 1797 : il se passe une réformation administrative, engagée par l'État français. Un an plus tard, le département de la Sarre avec 31 cantons est fondé. Bexbach qui a 600 habitants appartient à celui de Waldmohr. La langue unique de l'administration devient en suite le français.
- 1816 : Après la défaite totale de Napoléon, la commune fait partie du département "Rheinkreis" du royaume de Bavière.
- 1848 : Mittelbexbach obtient de nouveau une mairie de laquelle les communes du voisinage font aussi partie.
- 1849 : la gare de Bexbach devient le terminus de la ligne de chemin de fer Ludwigshafen-Bexbach. Cette gare est la plus ancienne de la région. L'introduction de cette ligne de chemin de fer signifie une amélioration extraordinaire de l'infrastructure dans la région. La qualité de vie s'améliore énormément. Beaucoup de mineurs à cette époque s'occupaient de l'agriculture en dehors de leur profession régulière. La plupart des quartiers est ensuite reliée à l'usine de distribution d'eau et à la centrale électrique. Les premières écoles (Pestalozzischule) et des mairies sont érigées.
- 1914-1918 : Pendant la Première Guerre mondiale le territoire de la Sarre est séparé du Reich et le district d'Hombourg est rapetissé. Ce district-là formait la frontière du territoire de la Sarre avant d'être rattaché à l'Allemagne en 1935
- 1937 : Les données de la politique communale changeaient de nouveau. Le 1er avril 1937, on résume les communes de Höchen, Oberbexbach, Frankenholz, Mittelbexbach, Ludwigsthal à la grande commune du "Höcherberg".
- 1945-1950 : Après la Seconde Guerre mondiale cette grande commune sera supprimée. Les anciennes communes regagnent leur indépendance. Cette autonomie regagnée favorisait l'économie dans ces communes.
- 1951 : Mittelbexbach obtient un propre blason et est dénommé "Bexbach" depuis ce temps.
- 1955 : À cause de l'appartenance de la Sarre à l'administration française depuis 1945, il y avait un référendum en 1955. La majorité de la population votait pour le rattachement à l'Allemagne.
- 1959 : les deux dernières mines (à Bexbach et Frankenholz) sont fermées.
- 1970 : Bexbach devient une ville.

## Politique

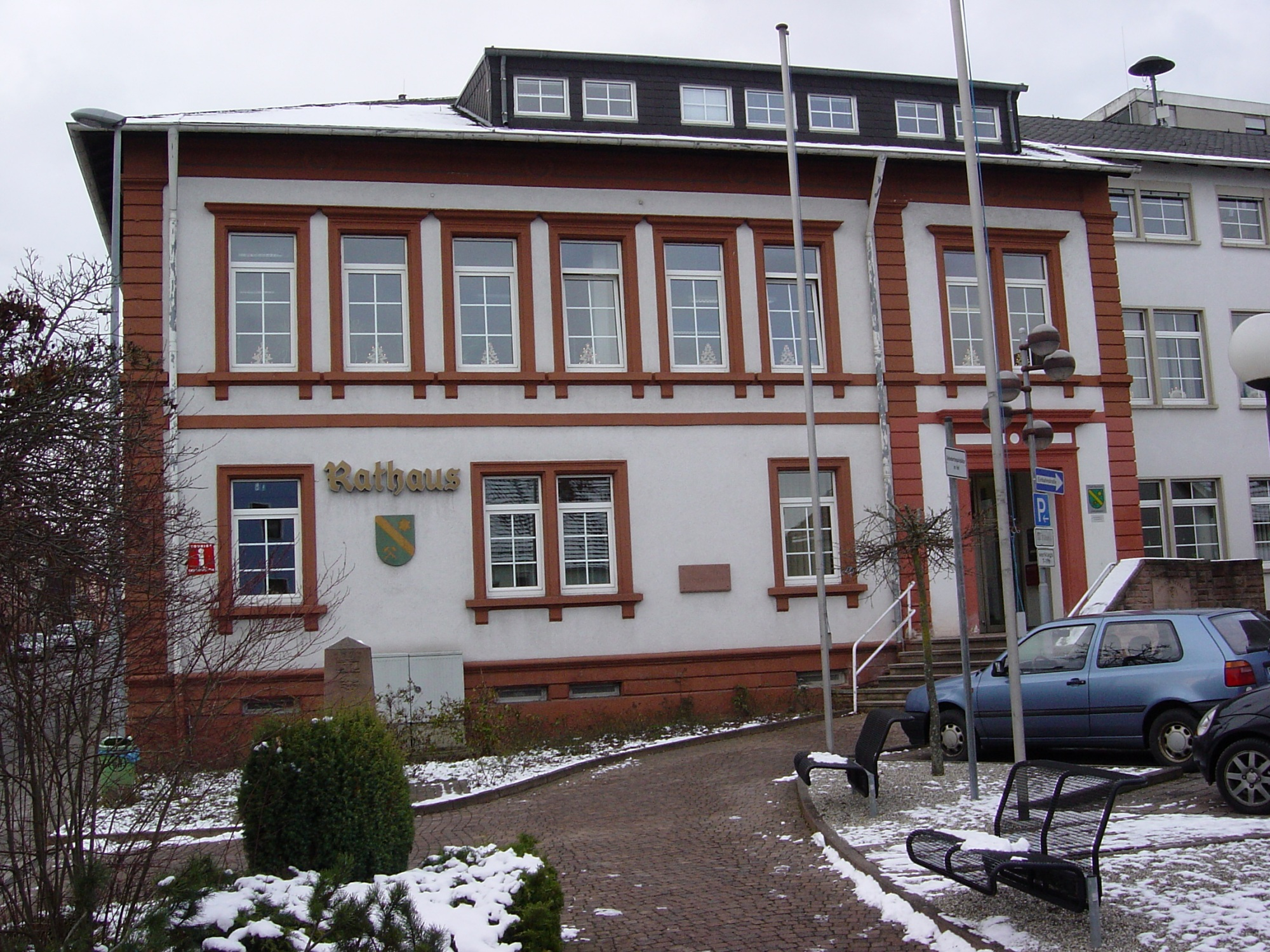
Mairie.

### Maire
Lors de l'élection directe du maire le 26 mai 2019, Christian Prech (CDU) s'est imposé avec 53,42 % des suffrages exprimés contre le titulaire Thomas Leis (SPD), qui a obtenu 46,6 % des suffrages exprimés.

### Partis politiques
Il existe des associations locales de la CDU, SPD, FDP, FWG

### Conseil municipal
Résultat des élections municipales du 26 mai 2019:
- CDU : 13 sièges
- SPD : 10 sièges
- FWG 4 sièges
- Grüne: 3 sièges
- Die Linke : 2 sièges
- FDP : 1 siège

### Maires délégués
Dans les quartiers respectifs, il existe des maires délégués "Ortsvorsteher". 
- Bexbach-Mitte: Rolf Ballweber (CDU)
- Oberbexbach: Gerhard Pirrung (FWG)
- Frankenholz: Rudi Müller (SPD)
- Höchen: Eva-Maria Scherer (CDU)
- Niederbexbach: Norbert Schuth (SPD)
- Kleinottweiler: Daniel Heintz (SPD)

### Députés du Bundestag
De 2009 à 2017, Alexander Funk, le président de la CDU à Bexbach de 2002 à 2012, était député du Bundestag à Berlin.

### Organisations politiques
- Junge Union Bexbach
- Junge Liberale Höcherberg

### Représentation au public

#### Couleurs de la ville
Depuis quelques décennies, le ministère de l'Intérieur de la Sarre a agréé le jaune et le vert comme couleurs de la ville de Bexbach. Ces couleurs se retrouvent sur les drapeaux de la ville.

#### Logo
Contrairement à beaucoup de villes et de communes, Bexbach n'utilise pas les armes de la ville pour se présenter au public. Pour ces occasions là, l'administration a choisi le logo "Stadt Bexbach - Partner der Bürger" (ville de Bexbach - partenaire des citoyens) qui était créé par l'administration même

### Endettement
Pendant les dernières années, l'endettement de Bexbach a augmenté énormément. En janvier 2007, l'endettement de la ville se portait sur à peu près 27 millions d'euros, un montant considérable pour une ville de cette taille.

### Jumelages
- Edenkoben (Allemagne) depuis 1936 (commune située près de Neustadt an der Weinstraße)
- Goshen (États-Unis) depuis 1979
- Pornichet (France) depuis 1985

## Économie et infrastructure

### La desserte
Les autoroutes A 6 et A 8 qui effleurent la ville relient Bexbach aux grands axes. En plus, la route nationale B 423 (Sarreguemines-Altenglan) passe par le quartier de Kleinottweiler.
Des navettes ferroviaires relient Bexbach à Neunkirchen, Hombourg et à Sarrebruck. Dès l'arrivée du TGV Est Européen de Francfort à Paris en juin 2007 qui dessert la gare de Sarrebruck, on arrive très rapidement à Paris.
Bexbach se trouve à 30 minutes de l'Aéroport de Sarrebruck et à 90 minutes de l'Aéroport de Francfort. L'aéroport de Francfort-Hahn qui se trouve à 130 kilomètres de la ville de Francfort (!) peut être accédé dans 70 minutes.

### Zones industrielles
Bexbach possède cinq zones industrielles:
- Bexbacher Industrie- und Gewerbegebiet Ost (BIG), soutenue par des fonds de l'Union européenne, superficie: 40 hectares
- Saar-Pfalz-Park, superficie: 44 hectares
- In der Kolling, superficie: 10 hectares
- Streitweg, superficie: 3,4 hectares
- Stockwäldchen, superficie: 5 hectares

En tout, 102,4 hectares du territoire communal sont déclarées comme zone industrielle.

### Usines locales
Alstom possède une usine dans la zone industrielle de Bexbach. La société d'énergie « SaarEnergie GmbH » y a une centrale électrique alimentée par de la houille. Dans la zone industrielle "In der Kolling", la société « Kerndruck GmbH » a son siège social.

### Éducation

#### Écoles primaires
- Pestalozzischule à Bexbach (fermeture prévue pour l'année prochaine)
- Goetheschule à Bexbach
- École primaire à Frankenholz
- École primaire à Oberbexbach
- Jusqu'en 2004, il y avait encore des écoles primaires dans les quartiers de Höchen, Kleinottweiler et Niederbexbach.

#### Écoles secondaires
- Gesamtschule Bexbach
- Waldorfschule Bexbach e.V.

### Universités populaires
- VHS Höcherberg

### Services administratives
La police nationale (Bundespolizei) de Sarrebruck  a son siège dans zone industrielle "Saar-Pfalz-Park". Ici, il se trouve aussi le dressage des chiens policiers.

### Bundeswehr (armée fédérale)
À partir de 1967, la Bundeswehr soutenait des bataillons de chasse à Bexbach. En train d'une réforme du lieu d'implantation au but des années 1990, celle-là était supprimée. La superficie était transformée en zone industrielle.

### Aéroport de plaisance de Bexbach
Bexbach possède aussi un petit aéroport de plaisance qui fut inauguré en 1956 par le maire de cette époque, Alois Nessler.
Le 29. avril 1956, les premiers vélivoles ont décollé de l'aéroport pour un vol d'épreuve.
Le trafic aérien officiel était mis en service en automne 1956.

## Culture et curiosités

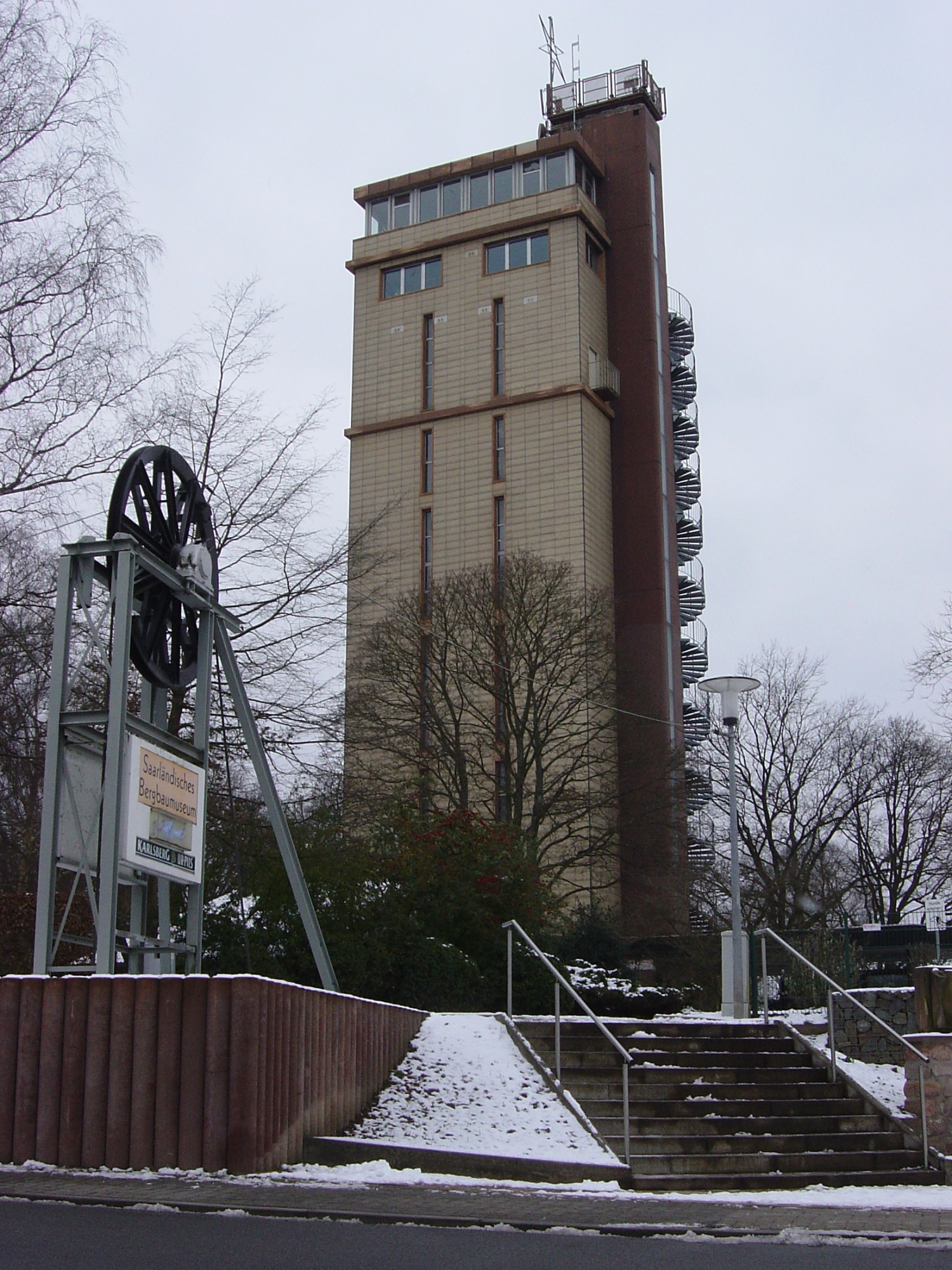
Hindenburgturm

- Blumengarten : le jardin des fleurs avait été aménagé à l'occasion de l'exposition Garten und Blumen im sozialen Wohnungsbau en 1951. Il y existe un grand terrain de jeu pour les enfants ainsi qu'un jardin au style japonais. Dans ce parc se trouve aussi la tour Hindenburgturm, dans laquelle on trouve aussi le musée de la mine Saarländisches Bergbaumuseum. Depuis le septième étage on découvre un vaste panorama sur la région. Dans le musée qui s'épand sur sept étages, il y a des expositions qui illustrent le travail dans les mines ainsi que des instruments d'extraction. Au sous sol, on a aménagé une mine artificielle qui peut aussi être visitée. Juste à côté de la tour, on peut voir le dépôt de charbon Monte Barbara. Au sommet, la statue de sainte Barbe, protectrice des mineurs a été érigée.
- Hindenburgturm : la tour Hindenburgturm fut construite en 1931. Au début, elle servait de château d'eau avec un volume de 200 m3. Le conseil de la ville décidait qu'elle sert aussi comme belvédère et musée. La dénomination est caractéristique pour la réunion de la Sarre avec le Deutsches Reich. La ville voulait honorer le président du Reich de cette époque, Paul von Hindenburg.

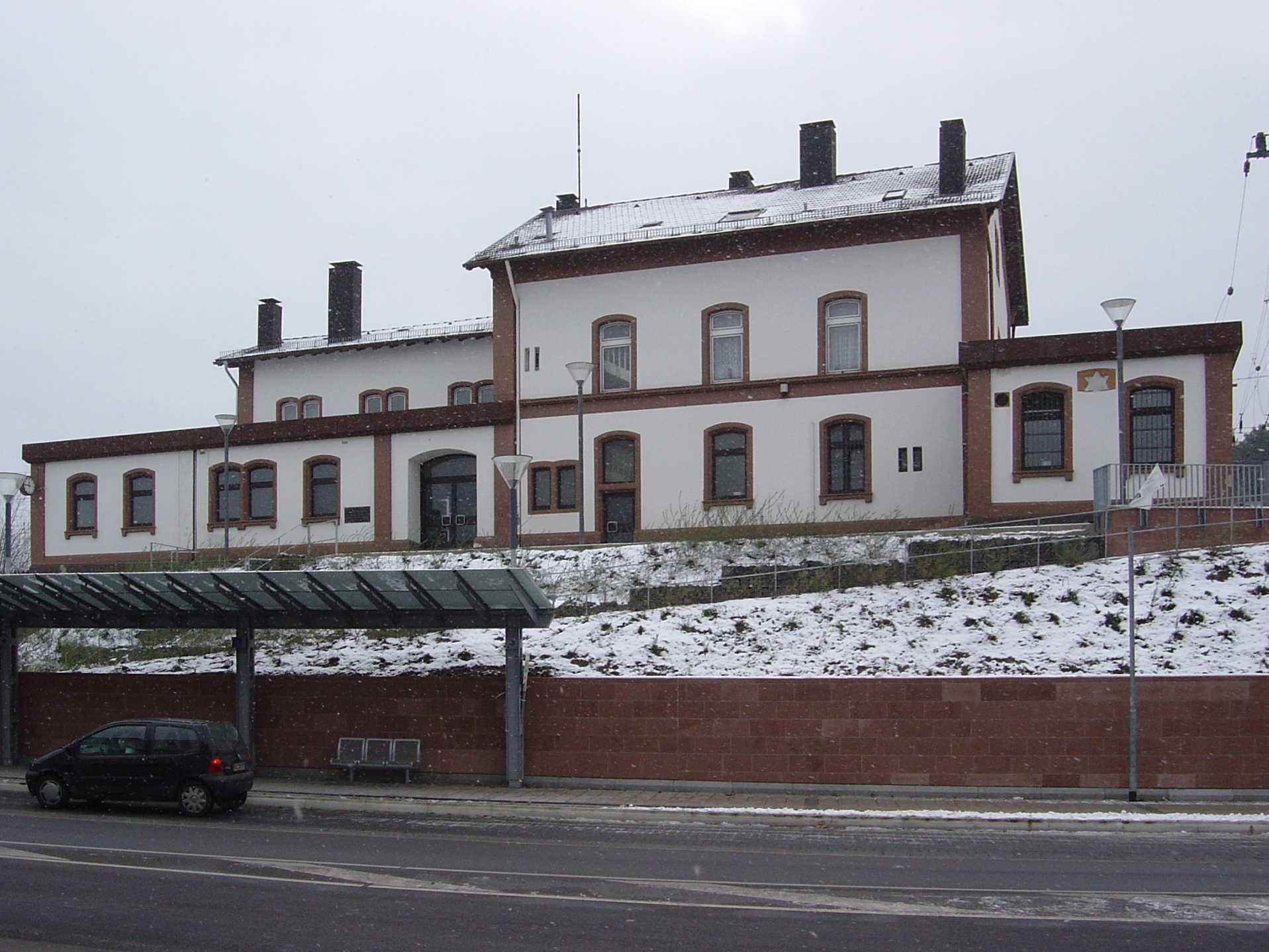
Bahnhof Bexbach

- Bahnhof Bexbach : la gare de Bexbach, construite en 1848-1849 comme gare frontalière entre le royaume de Bavière et la Prusse, est la plus ancienne de la région et protégée comme monument. Seulement, celle de Hombourg était construite 2 plus tôt, mais était remplacée par un bâtiment plus moderne après la Seconde Guerre mondiale.

### Parcs
Le parc grüne Lunge (poumon vert) raccorde le centre ville de Bexbach avec le quartier d’Oberbexbach. Dans ce parc il y plein d'espaces verts pour se reposer. Le petit ruisseau Bexbach s'écoule à travers le parc entier. Il y existe aussi un terrain de jeux pour les enfants.

### Sentiers
Plusieurs de sentiers du Saarwald-Verein croisent le territoire de la ville, dont le "Höcherbergweg" et le "Saarland-Rundwanderweg". Depuis mars 2007 il existe un sentier d’une longueur de 37,75 kilomètres qui traverse tous les quartiers. À Oberbexbach il commence un chemin touristique qui passe par le Pfälzerwald et mène finalement à Ludwigshafen-sur-le-Rhin. Ce sentier est entretenu par le club Pfälzer Wald Verein. Pour s'orienter, il y existe au long de la route des croix en jaune et vert.

## Médias
Bexbach se trouve dans la zone attenante de la Saarbrücker Zeitung qui apparaît tous les jours, sauf le dimanche. En plus, il apparaît un journal gratuit, le Wochenspiegel qui est délivré gratuitement à tous les ménages de Bexbach une fois par semaine. À la radio, on peut recevoir les chaînes du Saarländischer Rundfunk, du Südwestrundfunk ainsi que des chaînes luxembourgeoises et françaises, dont France Inter, France Bleu, France Info, France Culture, France Musique, Radio Mélodie, Radio Studio 1, RTL2, RTL Radio. À la télévision, on reçoit par câble à peu près toutes les grandes chaînes allemandes et aussi des chaînes françaises, dont TF1, France 3, Arte et pendant quelques heures France 2.

## Personnalités
- Karl Christian Weber (1885-1970), svd, évêque en Chine
- Walter Schuck (1920-2015), militaire né à Frankenholz.
- Horst Hilpert (1936), accusateur principal du Deutscher Fußballbund
- Egon Müller (1938), juriste
- Franz Eder (1944), acteur dans des films pornographiques et bodybuilder.
- Gerd Dudenhöffer (1949), chansonnier qui joue le personnage fictif "Heinz Becker", représentant les stéréotypes du Saarländer (Sarrois).

Le présentateur Dieter Thomas Heck qui présentait l'émission Hitparade pour la télévision allemande dans les années soixante-dix a vécu à Frankenholz durant quelques années.

## Distances
- Sarrebruck : 30 km
- Metz : 100 km
- Luxembourg : 120 km
- Francfort-sur-le-Main : 155 km
- Cologne : 260 km
- Bruxelles : 330 km
- Munich : 395 km
- Paris : 420 km
- Berlin : 700 km